# Lawrence County (Alabama)
Lawrence County ist ein County im Bundesstaat Alabama der Vereinigten Staaten. Der Verwaltungssitz (County Seat) ist Moulton. Das County gehört zu den Dry Countys, was bedeutet, dass der Verkauf von Alkohol eingeschränkt oder verboten ist.

## Geographie
Das County liegt im Norden von Alabama, ist im Norden etwa 50 km von Tennessee, im Westen etwa 70 km von Mississippi entfernt und hat eine Fläche von 1860 Quadratkilometern, wovon 64 Quadratkilometer Wasserfläche sind. Es grenzt im Uhrzeigersinn an folgende Countys: Limestone County, Morgan County, Cullman County, Winston County, Franklin County, Colbert County und Lauderdale County.

## Geschichte

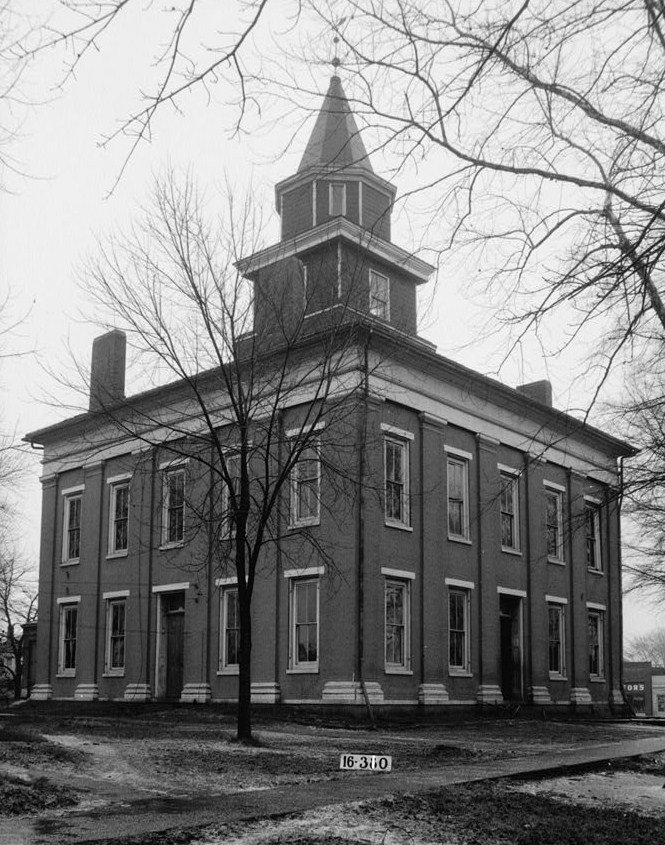
Das ehemalige Lawrence County Courthouse, das Contributing Property („Beitragendes Grundstück“) des Moulton Courthouse Square Historic Districts ist. Dieser Bezirk ist seit August 1998 im National Register of Historic Places („Nationales Verzeichnis historischer Orte“; NRHP) eingetragen.

Lawrence County wurde am 6. Februar 1818 auf Beschluss des Parlaments des Alabama-Territoriums aus Teilen des Blount County gebildet. Das Land war im Jahr 1814 im Vertrag von Fort Jackson und zwei Jahre später im Vertrag von Turkey Town von den Muskogee an die Vereinigten Staaten abgetreten worden. Benannt wurde das County nach Captain James Lawrence, der im Britisch-Amerikanischen Krieg von 1812 in der United States Navy diente. Er hatte den Status eines Kriegshelden, weil er im Jahr 1813 im Hafen von Boston tödlich verwundet noch den Befehl „Don’t give up the ship“ („Gebt das Schiff nicht auf“) ausgab.
Die frühesten europäischen Siedler im County stammten aus Georgia, Tennessee und North sowie South Carolina. Spätere Zuwanderer kamen aus Virginia und Kentucky. Als erste Ortschaften entstanden das heute nicht mehr existente Melton’s Bluff, Oakville, Town Creek und Moulton. Für die ersten zwei Jahre fungierte Melton’s Bluff als Verwaltungssitz, das danach vom zentraler gelegenen Moulton abgelöst wurde. Das dortige Courthouse war ein Holzbau und brannte 1859 ab. Beim nachfolgenden Gerichts- und Verwaltungsgebäude handelte es sich um einen Ziegelbau, der während des Sezessionskriegs als Militärhospital genutzt wurde. Im Jahr 1936 wurde das Gebäude durch das heutige Courthouse ersetzt, das seitdem mehrfach renoviert wurde. Im Jahr 1871 spaltete sich ein Teil des Countys nach einer Volksabstimmung ab und wurde Teil des Colbert County. Der Grund war die Weigerung der Verwaltung, dieses Gebiet durch den Bau von Brücken mit Town Creek zu verbinden, wodurch dieses Gebiet vom County Seat in Moulton abgeschnitten war.
Bei einer Tornadoserie, die im April 2011 den Südosten der Vereinigten Staaten heimsuchte, kamen 14 Personen im County ums Leben.

## Demographische Daten
Nach der Volkszählung im Jahr 2000 lebten im Lawrence County 34.803 Menschen. Davon wohnten 231 Personen in Sammelunterkünften, die anderen Einwohner lebten in 13.538 Haushalten und 10.194 Familien. Die Bevölkerungsdichte betrug 19 Einwohner pro Quadratkilometer. Ethnisch betrachtet setzte sich die Bevölkerung zusammen aus 77,77 Prozent Weißen, 13,36 Prozent Afroamerikanern, 5,36 Prozent amerikanischen Ureinwohnern, 0,10 Prozent Asiaten, 0,01 Prozent Bewohnern aus dem pazifischen Inselraum und 0,33 Prozent aus anderen ethnischen Gruppen; 3,08 Prozent stammten von zwei oder mehr Ethnien ab. 1,05 Prozent der Bevölkerung waren spanischer oder lateinamerikanischer Abstammung.
Von den 13.538 Haushalten hatten 34,7 Prozent Kinder und Jugendliche unter 18 Jahren, die bei ihnen lebten. In 60,5 Prozent lebten verheiratete, zusammen lebende Paare, 11,2 Prozent waren allein erziehende Mütter, 24,7 Prozent waren keine Familien, 22,6 Prozent aller Haushalte waren Singlehaushalte und in 9,5 Prozent lebten Menschen im Alter von 65 Jahren oder darüber. Die Durchschnittshaushaltsgröße betrug 2,55 und die durchschnittliche Familiengröße betrug 2,99 Personen.
25,7 Prozent der Bevölkerung waren unter 18 Jahre alt, 8,4 Prozent zwischen 18 und 24, 30,1 Prozent zwischen 25 und 44, 23,7 Prozent zwischen 45 und 64 und 12,1 Prozent waren 65 Jahre oder älter. Das Durchschnittsalter betrug 36 Jahre. Auf 100 weibliche Personen kamen 96,2 männliche Personen und auf Frauen im Alter von 18 Jahren und darüber kamen 92,4 Männer.
Das jährliche Durchschnittseinkommen eines Haushalts betrug 31.549 USD, das Durchschnittseinkommen einer Familie 38.565 USD. Männer hatten ein Durchschnittseinkommen von 31.519 USD, Frauen 20.480 USD. Das Prokopfeinkommen betrug 16.515 USD. 13,1 Prozent der Familien und 15,3 Prozent der Einwohner lebten unterhalb der Armutsgrenze.

## Kultur und Sehenswürdigkeiten

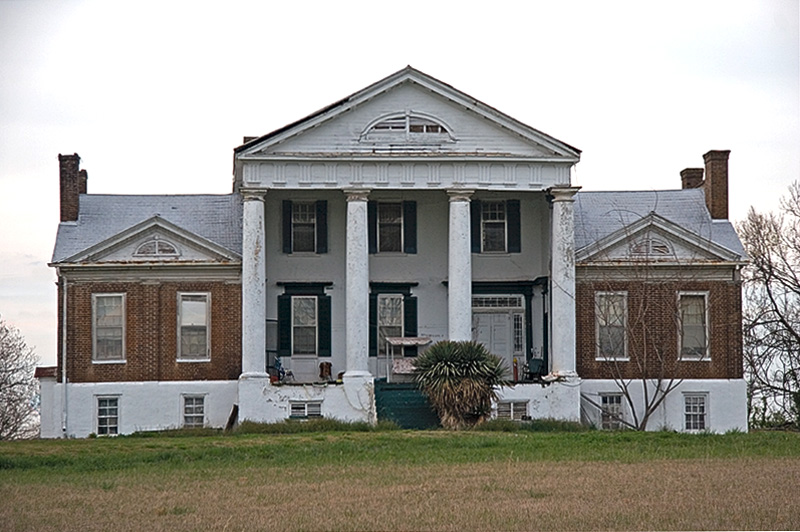
Das Goode-Hall House (2006) ist seit Oktober 1974 im NRHP eingetragen.

Elf Bauwerke, Bezirke und Stätten im County sind im National Register of Historic Places („Nationales Verzeichnis historischer Orte“; NRHP) eingetragen (Stand 17. November 2021), darunter der Courtland Historic District, das Goode-Hall House und der Moulton Courthouse Square Historic District. Bei drei der elf Orte handelt es sich um Historic Districts.

## Orte im Lawrence County
- Aldridge Grove
- Brides Hill
- Caddo
- Chalybeate Springs
- Courtland
- Fairfield
- Fish Pond
- Fishermans Resort
- Five Points
- Flower Hill
- Freeman Acres
- Harmony
- Hatton
- Hickory Grove
- Hillsboro
- Jerusalem
- Lakeview
- Landersville
- Lennon Hill
- Letson Settlement
- Masterson Mill
- Midway
- Moulton
- Mount Hope
- Mount Moriah
- Mountain Home
- Muck City
- Ne Smith
- Needmore
- North Courtland
- Oak Grove
- Oakville
- Paradise Shores
- Piney Grove
- Poplar Creek
- Poplar Point
- Red Bank
- Reynolds
- Rigdom
- Rocky Hill
- Speake
- Terry Heights
- Terrytown
- Town Creek
- Wheeler
- Wheeler Dam Village
- Wolf Springs
- Wren
- Youngtown